# Хоуп (Канзас)
Хоуп (енгл. Hope) град је у америчкој савезној држави Канзас.

## Демографија
По попису из 2010. године број становника је 368, што је 4 (-1,1%) становника мање него 2000. године.
| Група             | 2000.       | 2010.       |
| Белци             | 364 (97,8%) | 343 (93,2%) |
| Афроамериканци    | 3 (0,8%)    | 9 (2,4%)    |
| Азијати           | 1 (0,3%)    | 1 (0,3%)    |
| Хиспаноамериканци | 1 (0,3%)    | 1 (0,3%)    |
| Укупно            | 372         | 368         |